# Malloquete
Malloquete fue un toqui mapuche que llevó a un ejército de moluches del norte de la región del río Biobío contra el gobernador español Pedro de Valdivia en la batalla de Quilacura en 1546.